# 올리버 헤비사이드

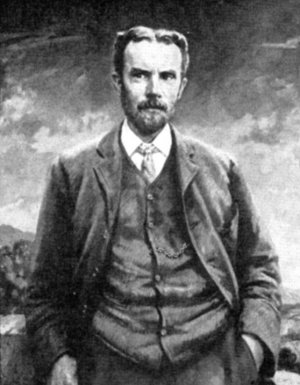

올리버 헤비사이드(Oliver Heaviside ; 1850년 ~ 1925년)는 영국의 수리 물리학자 및 전기 공학자이다. 런던에서 태어났으며, 전리층을 발견한 사람이다. 파장이 짧은 전파(단파)가 먼 거리의 통신에 알맞다는 것을 1902년경 헤비사이드와 미국의 케넬리가 각각 따로 발견하였다. 지상으로부터 100km 떨어진 하늘에는 전기를 띤 전리층이 있어 단파는 그 층과 땅 사이를 되풀이하여 반사하기 때문에 멀리까지 전파를 보낼 수 있게 된다.

## 같이 보기
- 변위장
- 비오-사바르 법칙
- 헤비사이드-로런츠 단위계